# John Lampkin
John Lampkin   (Keighley, 1 d'abril de 1963) és un ex-pilot de trial anglès. Durant la dècada del 1980 va ser un dels competidors destacats del Campionat del Món de trial, sobretot a la seva etapa com a oficial de Fantic. És fill del famós motociclista dels anys 60 Arthur Lampkin i, per tant, nebot d'Alan i Martin Lampkin i cosí de Dougie Lampkin.
Actualment John Lampkin és l'importador per al Regne Unit de les motocicletes Beta i segueix competint en trials emblemàtics, com ara els Sis Dies d'Escòcia de Trial.

## Palmarès
| Any  | Motocicleta | Campionat del Món | Campionat britànic |
| ---- | ----------- | ----------------- | ------------------ |
| 1981 | SWM         | -                 | 7è                 |
| 1982 | Armstrong   | 9è                | ?                  |
| 1983 | Fantic      | 8è                | 2n                 |
| 1984 | Fantic      | 5è                | ?                  |
| 1985 | Fantic      | 14è               | ?                  |
| 1986 | Fantic      | 13è               | ?                  |
| 1987 | Beta        | -                 | 14è                |
| 1988 | Beta        | -                 | ?                  |
| 1989 | Beta        | -                 | ?                  |
| 1990 | Beta        | -                 | 6è                 |
| 1991 | Beta        | -                 | 9è                 |
| 1992 | Beta        | -                 | 10è                |
| 1993 | Beta        | -                 | 13è                |
| 1994 | Beta        | -                 | 17è                |